# Pallacanestro alla IV Universiade - Torneo femminile
Il torneo di pallacanestro femminile della IV Universiade si è svolto a Budapest, Ungheria, nel 1965.

## Classifica finale
| -       | Paese            | Formazione |
| ------- | ---------------- | --- |
| Oro     | Unione Sovietica | V. Bulotaitė · C. Dženalidze · G. Grigorjan · Kysel'ova · L. Kvelidze · Orel · Pyrkova · Ravdone · Rezcova · Salimova · Smildziņa All.: Lidija Alekseeva   |
| Argento | Cecoslovacchia   | Fořtová · Gerhartová · Holková · Hrubá · Jajtnerová · Jindrová · Kuchářová · Martišová · Mikulášková · Richterová · Rottová · Soukupová · Urbánová All.: - |
| Bronzo  | Ungheria         | Bakk · Bontó · Hegedűs · Kathona · Kurucz · Markovits · Nagykardos · Paál · Petró · Rátvay · Tóth · Thúróczy All.: Ferenc Bánki                            |
| 4.      | Romania          | |
| 5.      | Bulgaria         | |
| 6.      | Libano           | |